# Семенра
Семенра (также Семен-эн-Ре) — тронное имя древнеегипетского фараона XVI (согласно Киму Рихольту), или XVII (согласно Детлефу Франке), или династии эпохи Второго переходного периода, правившего около 1600 (согласно Рихольту) или 1580 (согласно Франке) года до н. э.
В Туринском царском папирусе (13.7) Семенра указан как восьмой фараон XVII династии. Его имя также начертано на секире, хранящейся ныне в лондонском музее Петри.